# Santa Inês (Coronel Fabriciano)

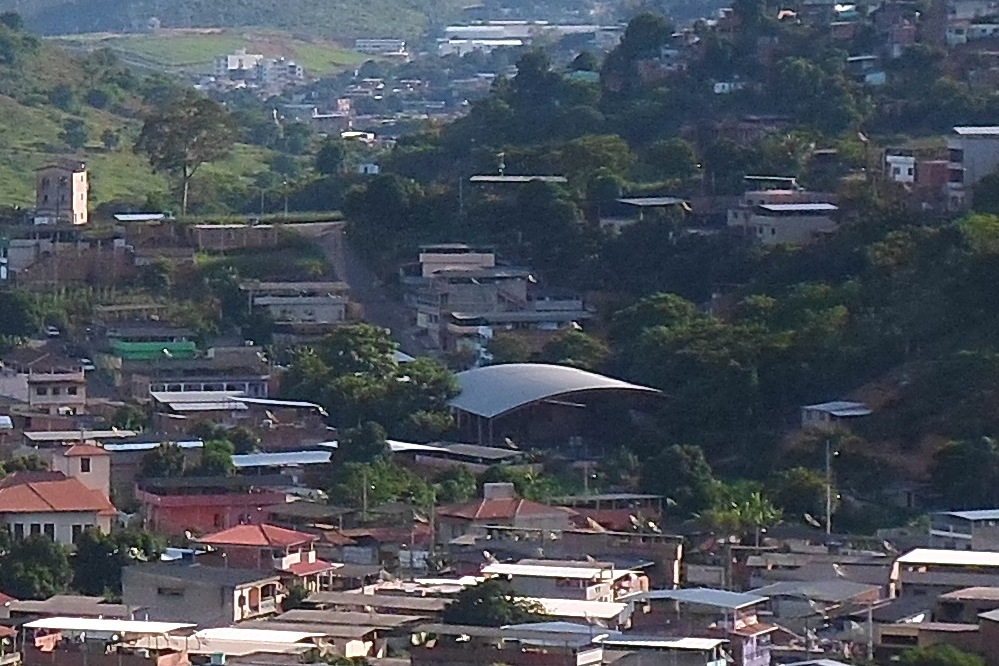
Vista remota do bairro Santa Inês a partir do Santuário Nossa Senhora da Piedade

Santa Inês é um bairro do município brasileiro de Coronel Fabriciano, no interior do estado de Minas Gerais. Localiza-se no distrito Senador Melo Viana, estando situado no Setor 5. Segundo o censo demográfico de 2022, realizado pelo Instituto Brasileiro de Geografia e Estatística (IBGE), sua população era de 381 habitantes e havia 124 domicílios particulares permanentes ocupados.
De acordo com o IBGE, em 2010 a população era de 354 habitantes e havia 110 domicílios particulares.
O bairro surgiu na década de 1990, com a construção de residências por um Sistema de Mutirão em parceria com a prefeitura, que, por sua vez, doava os lotes e o material. O nome recebido pela localidade foi sugerido pelo ex-chefe do Departamento de Obras da prefeitura de Coronel Fabriciano Francisco de Paula e Silva (1927–1992), em homenagem à devoção de sua mãe, Albina Silva, à Santa Inês.